# Colin Gubbins
Colin McVean Gubbins, född  1896, död 1976, var en brittisk militär, generalmajor. Han var en av initiativtagarna till SOE (Special Operations Executive) under andra världskriget. Hans far John Harington Gubbins (1852-1929) var brittisk diplomat i Japan i 30 år.